# Bleekoogdwergtiran
De bleekoogdwergtiran (Atalotriccus pilaris) is een zangvogel uit de familie Tyrannidae (tirannen).

## Verspreiding en leefgebied
Deze soort komt voor in Panama en het noorden van Zuid-Amerika en telt vier ondersoorten:
- A. p. wilcoxi: Panama.
- A. p. pilaris: noordelijk Colombia en westelijk Venezuela.
- A. p. venezuelensis: noordelijk en centraal Venezuela.
- A. p. griseiceps: oostelijk Colombia, zuidelijk Venezuela en westelijk Guyana.

## Status
De grootte van de populatie is in 2019 geschat op 0,5-5 miljoen volwassen vogels. Op de Rode lijst van de IUCN heeft deze soort de status niet bedreigd.